# Santos Mercado (gemeente)
Santos Mercado, vroeger Reserva, is een gemeente (municipio) in de Boliviaanse provincie Federico Román in het departement Pando. De gemeente telt naar schatting 2.468 inwoners (2018). De hoofdplaats is Reserva.